# Enytus neoapostata
Enytus neoapostata är en stekelart som först beskrevs av Horstmann 1969.  Enytus neoapostata ingår i släktet Enytus och familjen brokparasitsteklar. Inga underarter finns listade i Catalogue of Life.